# Metoposauridae
De Metoposauridae zijn een familie van uitgestorven temnospondyle Batrachomorpha (basale 'amfibieën'). De familie is bekend uit het Trias. De meeste leden zijn groot, ongeveer honderdvijftig centimeter lang en kunnen drie meter lang worden. Metoposauroïden kunnen worden onderscheiden van de zeer vergelijkbare mastodontauroïden door de positie van hun ogen, ver naar voren op de snuit geplaatst.

## Tafonomie
Er zijn verschillende massale ophopingen van metoposauride fossielen bekend uit het zuidwesten van de Verenigde Staten en Marokko. Deze zijn vaak geïnterpreteerd als het gevolg van massale sterfgevallen door droogte. Veel individuen zouden in één gebied zijn gestorven, waardoor een dicht beenderbed is ontstaan dat eenmaal gefossiliseerd is. Deze massale ophopingen van metoposauriden worden vaak gedomineerd door één taxa, zoals Anaschisma of Metoposaurus. Recente sedimentologische studies suggereren dat de massale accumulaties niet het gevolg waren van droogte, maar van rivierstromen die overblijfselen droegen. De meeste skeletten in deze ophopingen zijn gedearticuleerd, wat suggereert dat ze door het water naar de depositielocaties zijn getransporteerd. De grote verzamelingen van metoposauriden kunnen broedplaatsen zijn geweest, en waren waarschijnlijk algemeen in overstromingsvlakten uit het Laat-Trias van Pangea.